# Голубянка казахстанская
Голубянка казахстанская (Neolycaena kazakhstana) — вид бабочек из семейства голубянки.

## Этимология латинского названия
Kazakhstana (топонимическое) — казахстанская.

## Систематике
Западно-казахстанский вид, который был описан с полуострова Мангышлак. Ранее считался подвидом близкого вида Neolycaena tengstroemi (Erschoff, 1874), однако впоследствии была доказана самостоятельность видов, которые в Западном Казахстане летают совместно, но в различных биотопах. Указанные виды отличаются внешними признаками (Neolycaena kazakhstana имеет ряд отдельно расположенных белых пятен в постдискальной области на исподе задних крыльев), строением гениталий (у самцов укорочены и расширены). С плато Устюрт описан подвид Neolycaena kazakhstana karaliusi Zhdanko et Churkin, 2001, отличающийся мелкими размерами и более крупными деталями белого рисунка на нижней стороне крыльев.

## Ареал
Западный Казахстан — полуостров Мангышлак и плато Устюрт. Вероятно, ареал охватывает всю территорию между Каспийским и Аральским морями. Вероятны находки вида в северной и северо-западной части Прикаспийской низменности.

## Биология
Бабочки населяют каменистые солончаковые полупустыни и пустыни с присутствием караганы (Caragana spp.). Развивается в одном поколении за год. Время лёта бабочек наблюдается в течение мая. Биология вида не изучена.